# 이란계 미국인
이란계 미국인은 페르시아계 미국인이라고도 불리며, 이란족 혈통을 가졌거나 이란 국적을 보유한 미국 시민 또는 국적자이다. 이란 내무부 소속 기관인 시민등록국에 따르면, 미국은 해외 거주 이란인 수가 가장 많다.
대부분의 이란계 미국인은 이란 혁명과 이란 군주제의 몰락으로 인해 1979년 이후 미국에 도착했으며, 40% 이상이 특히 로스앤젤레스의 캘리포니아에 정착했다. 이들은 웨스트우드의 "테헤란젤레스"와 같은 독특한 민족 거주지를 많이 형성했다.
2004년 매사추세츠 공과대학교의 이란 연구 그룹의 연구에 따르면 이란계 미국인의 수는 691,000명으로 추산되며, 이 중 약 절반이 캘리포니아주에 거주한다.

## 용어
"이란계 미국인"은 "페르시아계 미국인"과 번갈아 사용되기도 하는데, 부분적으로는 서방 세계에서 이란이 "페르시아"로 알려져 있었기 때문이다. 1935년 노루즈에 레자 샤 팔라비는 외국 대표단에게 공식 서신에서 사산 제국 이래 사용된 국가의 엔도님인 이란이라는 용어를 사용할 것을 요청했다. 그 이후로 서구 국가에서 "이란"이라는 단어의 사용이 더 흔해졌다. 이로 인해 이란 국적에 대한 용어 사용도 바뀌었으며, 이란 시민의 일반적인 형용사는 "페르시아인"에서 "이란인"으로 바뀌었다. 1959년 레자 샤 팔라비의 아들인 모하마드 레자 팔라비 정부는 "페르시아"와 "이란"을 공식적으로 번갈아 사용할 수 있다고 발표했다. 이 문제는 오늘날까지도 논쟁 중이다.
이란계 미국인들 사이에서는 미디어에서 이란인에 대한 부정적인 고정관념과 자신을 분리하기 위해 "이란인"보다는 "페르시아인"으로 자신을 분류하는 경향이 있다. 일부 이란계 미국인들은 이란 이슬람 공화국과 자신을 분리하기 위해 "이란인"을 선호하지 않기도 하지만, "이란"이라는 용어는 1979년 이전에도 널리 사용되었기 때문에 이러한 논리는 비판받았다. "이란인"이라는 용어는 "페르시아인"보다 더 포괄적인 것으로 간주되는데, "페르시아인"이라는 용어는 이란의 비페르시아계 소수민족을 제외하기 때문이다. 이란계 미국인의 대다수는 페르시아계이지만, 이란계 미국인 공동체 내에는 비페르시아계 이란인 (예: 아제리인 및 쿠르드인)이 상당수 존재하여, 일부 학자들은 "페르시아인"이라는 용어가 비페르시아계 소수민족을 제외하기 때문에 "이란인"이라는 명칭이 더 포괄적이라고 생각한다.

## 역사

### 초기 역사
북아메리카를 방문한 최초의 기록된 이란인 중 한 명은 1618년 제임스타운에 정착한 이란 아르메니아인 담배 재배자 마르틴 아르메니아인이다. 미르자 모하마드 알리, 일명 하즈 사야는 1800년대 북아메리카에 온 이란인이다. 그는 자신이 읽은 민주주의 이상과 동포 이란인들이 지도자들에게 대우받는 방식 사이의 모순 때문에 전 세계를 여행하게 되었다. 그는 지식을 찾고, 다른 사람들의 삶을 경험하고, 그 지식을 이란의 발전에 도움이 되도록 사용하기 위해 23세에 여행을 시작했다. 그의 미국 체류는 10년간 지속되었으며, 뉴욕에서 샌프란시스코까지 전국을 여행했다. 그는 율리시스 S. 그랜트 대통령을 포함하여 여러 영향력 있는 미국 인사들을 만났다. 1875년 5월 26일, 하즈 사야는 최초로 미국 시민이 된 이란인이 되었다. 그는 이란으로 돌아온 후 그곳의 생활 조건에 반대하는 입장을 취했다는 이유로 투옥되었다. 그는 미국에 보호를 요청했지만 소용이 없었다. 전 세계적으로 미국으로의 이민이 절정에 달했던 시기(1842-1903)에는 130명의 이란 국적자만이 이민을 온 것으로 알려져 있다.

### 이민의 첫 단계
이란인의 미국 이민 1차 물결은 1940년대 후반부터 1977년까지, 또는 1979년까지 발생했다. 미국은 학생들에게 매력적인 목적지였는데, 미국 대학들은 공학 및 기타 분야에서 최고의 프로그램을 제공했으며 외국 학생들을 유치하기 위해 적극적이었다. 대부분의 이란 학생들이 이란에서 영어로 제2외국어를 배웠기 때문에, 미국 대학들은 이들을 신입생으로 매우 환영했다. 1970년대 중반까지 해외 유학을 하는 이란 학생의 거의 절반이 미국에서 유학했다. 1975년에는 국제 교육 연구소의 연간 외국인 학생 인구조사 수치에 따르면 이란 학생들이 미국 내 외국인 학생 중 가장 큰 그룹을 차지하여 전체 외국인 학생의 9%에 달했다. 1970년대에 이란 경제가 꾸준히 성장하면서 더 많은 이란인들이 자유롭게 해외를 여행할 수 있게 되었다. 그 결과, 미국을 방문하는 이란인의 수도 1975년 35,088명에서 1977년 98,018명으로 상당히 증가했다. 1977-78학년도에는 약 100,000명의 해외 이란 학생 중 36,220명이 미국 고등 교육 기관에 등록했다. 1978-79학년도에는 혁명 직전에 미국 기관에 등록한 이란 학생의 수가 45,340명으로 증가했고, 1979-80학년도에는 51,310명으로 정점을 찍었다. 그 당시 국제 교육 연구소에 따르면 이란보다 더 많은 학생이 미국 대학에 등록한 외국은 없었다. 이 단계의 이란 이민 패턴은 일반적으로 온 가족이 아닌 개인만 포함했다. 혁명 이전 몇 년 동안 이란의 교육받은 노동자에 대한 수요가 증가했기 때문에 미국에 있는 대부분의 이란 학생들은 졸업 후 고향으로 돌아가 일할 계획이었다. 특히 이란 정부나 산업체로부터 졸업 후 일자리를 갖는 조건으로 재정 지원을 받은 학생들은 더욱 그러했다. 1979년 혁명이라는 극적인 사건으로 인해 학생들은 난민으로 미국에 머물게 되었다. 이 수천 명의 방문객과 학생들은 의도치 않게 대규모 이민을 가능하게 할 문화적, 경제적, 사회적 네트워크의 기반을 형성했다.

### 두 번째 단계
이란 이민의 두 번째 단계는 1979년 이란 혁명과 샤 모하마드 레자 팔라비의 전복 직전과 직후에 시작되었으며, 1980년대 초에 중요해졌다. 로널드 H. 바이어가 쓴 것처럼, "1979년 혁명과 그 이후의 1980~88년 이라크와의 전쟁은 이란의 계급 구조를 정치적, 사회적, 경제적으로 변화시켰다." 이 혁명은 이란인의 미국 이민 패턴과 성격을 급격히 변화시켰고, 이어서 발생한 이란-이라크 전쟁 또한 많은 최고의 교육을 받은 부유한 가족들이 미국과 다른 나라로 망명하게 만든 또 다른 요인이었다. 팔라비 시대에는 기본적으로 두뇌 유출 문제였던 것이 이제는 비교적 많은 중상류층 가족들의 비자발적 이민이 되었으며, 상당한 양의 부의 이동을 포함했다. 혁명 중과 혁명 이후 대부분의 학생들은 이란으로 돌아가지 않았고, 돌아간 학생들도 새로 설립된 이란 이슬람 공화국에서 점차 숙청되었다. 혁명 이후 해외에서 졸업한 많은 학생들도 통치 성직자의 탄압으로 인해 돌아가지 않았다. 그 결과, 혁명 이후 이란을 떠난 교육받은 엘리트와 귀국하지 않기로 선택한 미국의 신규 졸업생들은 미국에 고학력 숙련 이란인 전문가들을 대거 형성했다. 2002년까지 이슬람 정부의 독재적 관행으로 인해 약 150만에서 250만 명의 이란인들이 주로 북미와 유럽에 거주했다.
이 단계의 이민에서 또 다른 주목할 만한 점은 종교적, 민족적 소수민족 구성원들이 이란계 미국인 공동체에서 불균형적으로 많이 나타나기 시작했다는 것이다. 특히 바하이교도, 유대인, 아르메니아인, 아시리아인들이 그러했다. 1980년 미국 인구 조사에 따르면 그 당시 이란계 미국인은 123,000명이었다. 1980년에서 1990년 사이에 미국 내 이란 태생 인구는 74% 증가했다.
혁명은 이란 문화에 급격한 변화를 가져왔다. 이란은 더 이상 번성하는 나라가 아니었다. 이것이 많은 이란인들이 미국으로 도피하기 시작한 이유 중 하나이다.

### 현대 시대

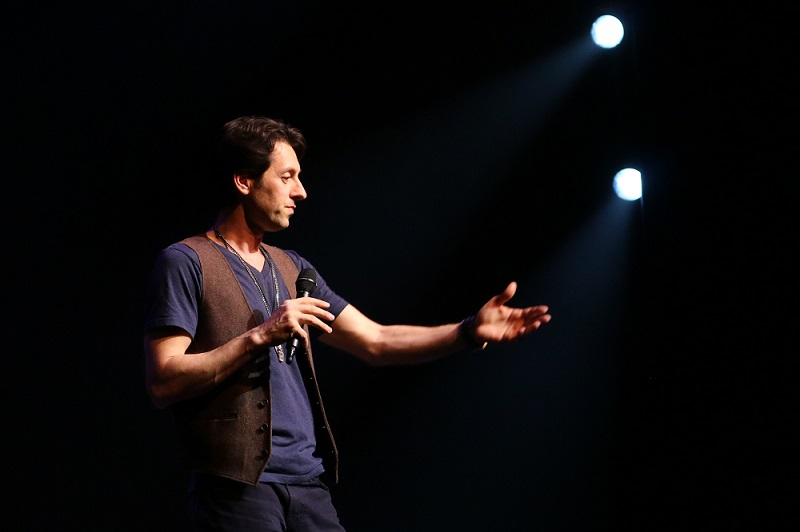
맥스 아미니, 이란계 미국인 스탠드업 코미디언.

이란 이민의 세 번째 단계는 1995년에 시작되어 현재까지 이어지고 있다. 2000년 미국 인구 조사에 따르면 미국에는 283,225명의 이란 태생 인구가 있었다. 같은 2000년 미국 인구 조사에 따르면 그 당시 이란계 미국인은 385,488명이었다. 2011년 ACS 추정치에 따르면 전체 또는 부분적으로 이란계인 미국인은 약 470,341명이었다. 그러나 대부분의 전문가들은 "지난 20년 동안 이란과 미국 간의 문제로 인해 많은 공동체 구성원들이 자신을 그렇게 밝히기를 꺼려했기 때문"이며, 또한 많은 수가 소수민족(유대인, 아르메니아인, 아시리아계 이란인)이었고 이란인으로서가 아닌 자신이 속한 민족 집단으로 자신을 밝히는 경향이 있었기 때문에 이것이 저평가된 문제라고 생각한다. 1,000,000명 이상이라는 추정치는 많은 이란 및 비이란 단체, 미디어, 학자들에 의해 제시된다. 중동 문제 전문가이자 미국 의회조사국 소속인 케네스 캐츠먼은 2015년 12월에 그 수를 1,000,000명 이상으로 추정했다. 콜로라도 대학교의 폴 하비와 샌디에이고 대학교의 에드워드 블룸은 2012년에 그 수를 1,000,000명으로 추정했으며, 알자지라도 마찬가지였다. PAAIA에 따르면, 추정치는 50만 명에서 100만 명 사이이며, 조지아 공과대학교의 로널드 H. 바이어도 이 수치를 지지했다. 디 애틀랜틱은 2012년 미국에 약 150만 명의 이란인이 있다고 밝혔다. 워싱턴 D.C.에 있는 이란 이익 대표부는 2003년에 미국 내 약 90만 명의 이란인 여권 정보를 보유하고 있다고 주장했다.
오늘날 미국은 이란 밖에서 가장 많은 수의 이란인이 거주하고 있다. 이란계 미국인 공동체는 의학, 공학, 비즈니스 등 여러 분야에서 주목할 만한 인물을 배출했다.

## 인구 통계

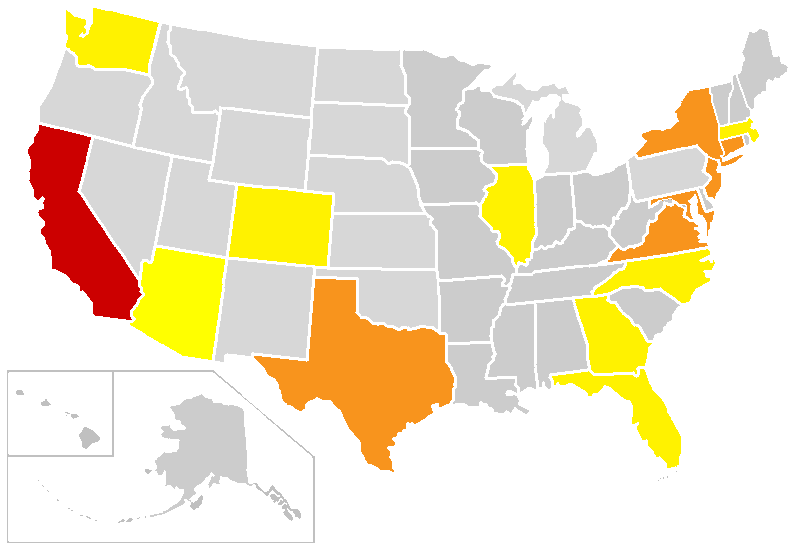
미국 거주 1세대 및 2세대 이란계 미국인 총인구 대비 비율의 상대적 인구 분포 추정치.
전체 이란인의 49% 이상
전체 이란인의 6~9%
전체 이란인의 2~5%
1% 미만이지만 여전히 주목할 만한 인구일 수 있음

이란인들은 1930년대부터 비교적 적은 수로 미국에 거주했지만, 1979년 이란 혁명 이후 많은 이란계 미국인들이 미국으로 이민 왔다. 이 집단에 대한 자료는 미국 시민권 및 이민 서비스 (USCIS)에 의해 잘 문서화되어 있다. 2000년 미국 인구 조사에 따르면 그 당시 이란계 미국인은 385,488명이었다. 2011년 ACS에서는 전체 또는 부분적으로 이란계인 미국인이 약 470,341명에 달했다.

### 인구
2010년 미국 인구 조사의 이란계 미국인에 대한 연방 데이터는 인종별이 아닌 연례 미국 지역 사회 조사 (ACS)를 통해 수집되는 조상별이었다. 연례 ACS의 이란계 조상에 대한 데이터는 인구조사국의 아메리칸 팩트파인더 웹사이트에서 확인할 수 있다. 인구조사에서 이란계 미국인은 인종적으로 미국 백인 집단으로 분류되었다.
대부분의 전문가들은 ACS에서 이란계 미국인의 수가 과소평가된 문제라고 생각한다. 이는 "지난 20년간 이란과 미국 간의 문제로 인해 많은 공동체 구성원들이 자신을 그렇게 밝히기를 꺼려했기 때문"이다. 1,000,000명 이상이라는 추정치는 많은 이란 및 비이란 단체, 미디어, 학자들에 의해 제시된다. 미국 의회조사국 소속의 중동 문제 전문가 케네스 캐츠먼은 2015년 12월에 그 수를 1,000,000명 이상으로 추정했다. 역사가 폴 하비와 에드워드 블룸은 2012년에 그 수를 1,000,000명으로 추정했으며, 알자지라도 마찬가지였다. PAAIA에 따르면, 추정치는 50만 명에서 100만 명 사이이며, 조지아 공과대학교의 로널드 H. 바이어도 이 수치를 지지했다. 디 애틀랜틱은 2012년 미국에 약 150만 명의 이란인이 있다고 밝혔다. 워싱턴 D.C.에 있는 이란 이익 대표부는 2003년에 미국 내 약 90만 명의 이란인 여권 정보를 보유하고 있다고 주장했다.
매사추세츠 공과대학교 (MIT)의 독립 학술 단체인 이란 연구 그룹이 수행한 연구에 따르면, 이란계 미국인의 실제 수는 인구조사 데이터가 보여주는 것보다 훨씬 많을 수 있다. 이 그룹은 이란계 미국인의 수가 2004년에 691,000명에 달했을 것으로 추정하는데, 이는 2000년 미국 인구 조사에서 인용된 338,000명의 두 배가 넘는 수치이다.
이란 외교부 자료에 따르면 미국은 이란 밖에서 가장 많은 이란인을 보유하고 있으며, 1,500,000명의 이란인이 미국에 거주하고 있다고 한다. 그러나 이 수치는 미국으로 이주한 이란 태생 인구만을 나타내며, 미국에서 태어난 이란계 미국인과 다른 이란계 조상을 가진 그룹은 포함하지 않는다.
미국 전체 이란인의 절반 가량은 캘리포니아 주에 거주한다. 다른 대규모 공동체로는 뉴욕/뉴저지 (미국 이란인 인구의 9.1%), 워싱턴 D.C./메릴랜드/버지니아 (8.3%), 텍사스 (6.7%)가 뒤를 잇는다.
약 6,000~10,000명의 이란계 미국인이 시카고 시에 거주하고 있으며, 최대 30,000명이 시카고 대도시권에 거주하고 있다. 이 인구 중 일부는 이란계 아시리아인이다.
뉴욕 그레이트 넥의 마을인 킹스 포인트는 미국에서 이란인 집중도가 가장 높은 지역(거의 30%)으로 알려져 있다. 그러나 로스앤젤레스의 인구와 달리 그레이트 넥의 인구는 거의 전적으로 페르시아 유대인이다.
내슈빌은 미국에서 쿠르드족 인구가 가장 많으며, 이들 중 상당수는 이란 출신이다.

#### 주요 이란인 인구 중심지

##### 캘리포니아

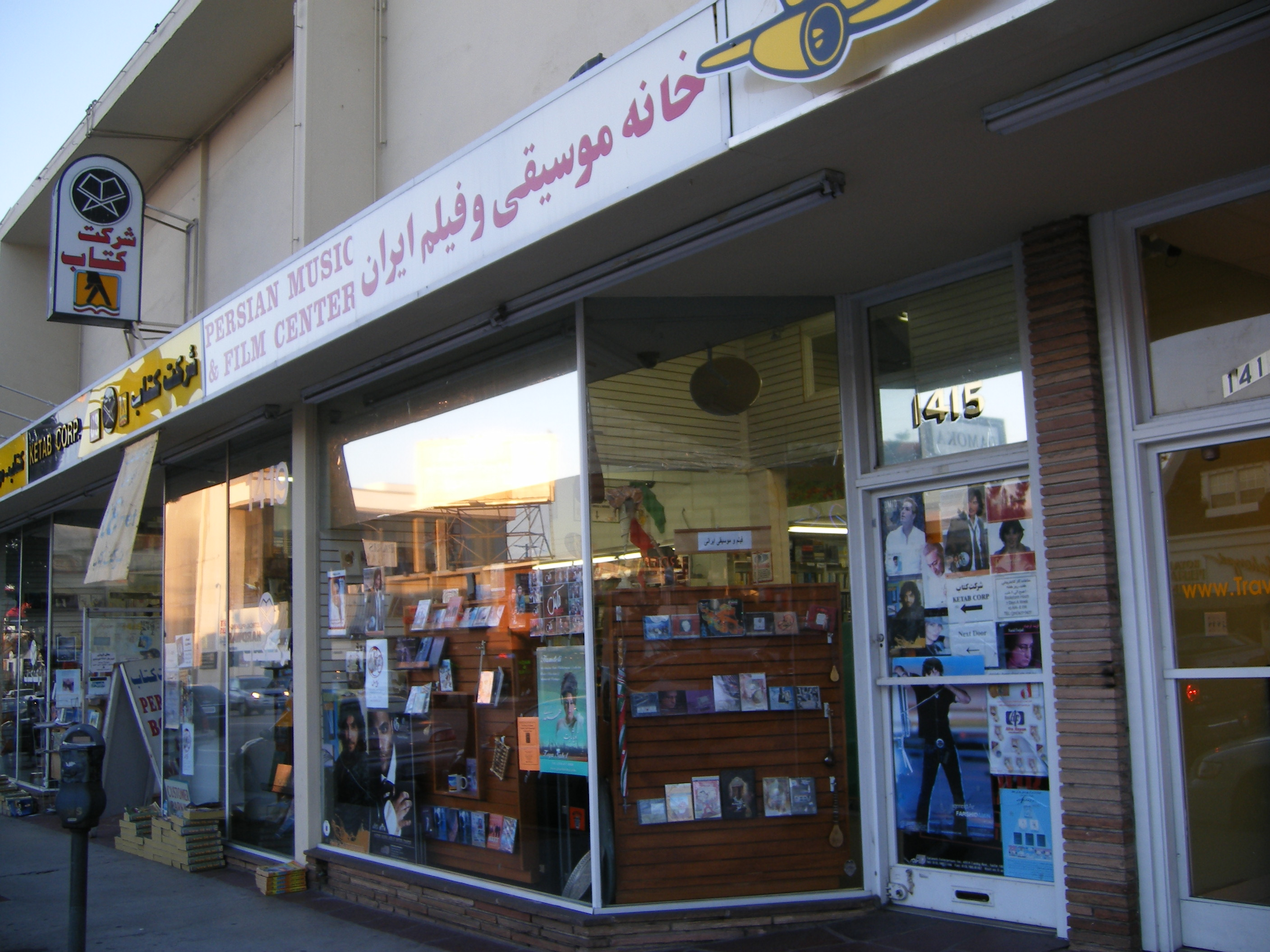
로스앤젤레스 대도시권은 이란계 미국인 집중도가 가장 높은 지역이다. 로스앤젤레스 웨스트우드 대로를 따라 위치한 지역은 시에서 공식적으로 페르시아 광장으로 지정되었다.

미국 내 이란계 미국인의 대부분은 캘리포니아의 대도시, 즉 그레이터 로스앤젤레스, 샌프란시스코 베이 에어리어, 샌디에고, 새크라멘토, 프레즈노에 집중되어 있다고 널리 알려져 있다. 2009년 미국 인구 조사 데이터와 이란계 미국인 자체의 독립적인 조사를 종합한 결과, 미국에는 약 100만 명의 이란계 미국인이 거주하고 있으며, 그 중 가장 많은 약 30만 명이 로스앤젤레스 광역권에 거주하고 있다. 이러한 이유로 로스앤젤레스 웨스트우드 지역은 이란계 미국인 거주자들 사이에서 "테헤란젤레스", "이랜젤레스" 또는 "작은 페르시아"라고 불리기도 한다.
1985년 로스앤젤레스 타임스는 캘리포니아에 20만 명의 이란계 미국인이 거주하는 것으로 추정했고, 1991년에는 그 수가 80만 명으로 급증했다고 추정했지만, 데이터 부족으로 인해 이 수치의 정확성은 논란의 여지가 있다. 1990년 로스앤젤레스에는 이란의 종교적 다수였던 무슬림보다 종교적 소수민족의 인구가 더 많았다.
이란 아르메니아인 혈통의 이란계 미국인과 관련하여, 1980년 미국 인구 조사에 따르면 로스앤젤레스에 거주하는 아르메니아인은 52,400명이었으며, 그 중 71.9%가 외국 태생이었다. 이란 출신은 14.7%, 소련 출신은 14.3%, 레바논 출신은 11.5%, 튀르키예 출신은 9.7%, 기타 중동 국가(이집트, 이라크, 이스라엘 등) 출신은 11.7%, 나머지는 세계 다른 지역 출신이었다. 베벌리힐스, 어바인, 글렌데일 모두 이란계 미국인 공동체가 크다(글렌데일의 이란인 인구 중 상당수는 아르메니아 혈통이다). 베벌리힐스 전체 인구의 26%는 이란계 유대인이며, 이는 도시에서 가장 큰 종교 공동체이다.
이란계 미국인들은 주로 로스앤젤레스 대도시권의 많은 부유한 동네에 민족 거주지를 형성했다. 로스앤젤레스에서는 이란인들이 타르자나, 웨스트힐스, 히든힐스, 우들랜드힐스, 베벌리힐스, 칼라바사스, 브렌트우드, 란초 팔로스 베르데스에 집중되어 있었다. 2000년 미국 인구조사에 따르면 타르자나는 로스앤젤레스 카운티에서 이란인 집중도가 가장 높은 곳이다.
이러한 밀집된 도시 외부에 위치한 2세대 이란인들은 비이란인과의 결혼율이 높고 페르시아어 문해율이 낮았다.
| 순위 | 도시                        | 이란계 인구 비율 |
| ---- | --------------------------- | ---------------- |
| 1    | 베벌리힐스                  | 20.8%            |
| 2    | 웨스트 로스앤젤레스         | 12.2%            |
| 3    | 웨스트우드                  | 10.3%            |
| 4    | 타르자나 (로스앤젤레스)     | 10.3%            |
| 5    | 우들랜드힐스 (로스앤젤레스) | 8.8%             |
| 6    | 벨에어 (로스앤젤레스)       | 8.8%             |
| 7    | 센추리시티                  | 8.1%             |
| 8    | 란초 팔로스 베르데스        | 3.7%             |

샌디에고 카운티에서는 라호이아와 웨스트레이크 빌리지 지역에도 많은 이란인 인구가 거주했다. 라호이아는 이란계 미국인 시장인 이라지 브루만드가 최초로 취임한 미국 도시이다.

##### 텍사스
텍사스에도 이란계 인구가 많다. 캘리포니아와 마찬가지로 텍사스의 이란인들은 주내의 더 큰 주요 도시에 집중되어 있다. 휴스턴에는 텍사스 메디컬 센터와 대형 에너지 기업들의 존재로 인해 이란인 및 이란인 이민자 인구가 가장 많으며, 약 70,000명의 거주자(1994년에는 50,000명)가 거주하는 것으로 추정된다. 휴스턴에는 휴스턴 프레스가 "작은 페르시아"라고 부르는 상점과 식당을 포함한 이란인 상업 지구가 있다. 그곳에는 많은 이란인 조로아스터교도와 바하이교도가 살고 있다.
휴스턴 지역의 잘 알려진 과거 또는 현재의 거주자로는 자스민 모그벨리, 수잔 로샨, 숀 디바리, 파리나즈 쿠샨파르, 하이데, 마하스티, 캐번 하킴자데 (US09S 해리 트루먼 항공모함 함장) 등이 있다. 이브라힘 야즈디는 베일러 의과대학을 졸업했으며, 카말 하라지도 휴스턴 대학교의 동문이다. 활발한 박애주의자인 후샹 안사리는 휴스턴 미술관의 "설립 기부자"였다. 조지 부시 대통령 도서관에는 그의 이름을 딴 갤러리가 있다. 휴스턴의 이란인들은 2012년 이란 학생이자 활동가인 겔라레 바게르자데가 휴스턴에서 살해당했을 때 특히 주목받았다. 가해자인 알리 이르산은 나중에 이란의 딸이 이슬람을 떠나 기독교 남성과 결혼하도록 권유한 것에 대한 보복적인 명예살인으로 유죄 판결을 받고 사형을 선고받았다. 최근 몇 년 동안 전국적인 관심을 받은 텍사스의 또 다른 주목할 만한 이란인은 이란에 정치적인 이유로 수감되었던 UT 오스틴의 오미드 코카비였다.
댈러스-포트워스 대도시권에는 3만 명 이상의 이란계 미국인이 거주하는 것으로 추정된다. 이란 최초의 우주 비행사 아누셰흐 안사리는 오랫동안 댈러스-포트워스 교외인 플레이노의 주민이었다. 댈러스의 이란인 공동체는 2019년 4월 마이크 폼페이오 미국 국무장관이 비공개 방문할 정도로 규모가 크고 영향력이 있었다. 그리고 샌안토니오와 오스틴에는 각각 3,000~5,000명의 이란계 미국인이 거주하고 있다고 알려져 있는데, 이들은 주로 사우스 텍사스 메디컬 센터나 UT 오스틴과 같은 대규모 학술 우수 센터나 이란 남부 자그로스산맥 지역과 크게 다르지 않은 텍사스 힐 컨트리 지역의 기후에 이끌렸다. 중동 외부에 있는 후제스탄 출신 만다야교도의 가장 큰 밀집지는 샌안토니오 지역에 정착했다. 이란의 샤는 또한 그의 마지막 날들 동안 랙랜드 공군 기지에 있는 샌안토니오의 윌포드 홀 보행 수술 센터에서 마지막으로 입원했다. 이곳은 1979년 혁명 이전에 이란 왕립 공군의 많은 조종사들을 훈련시킨 곳이기도 하다.

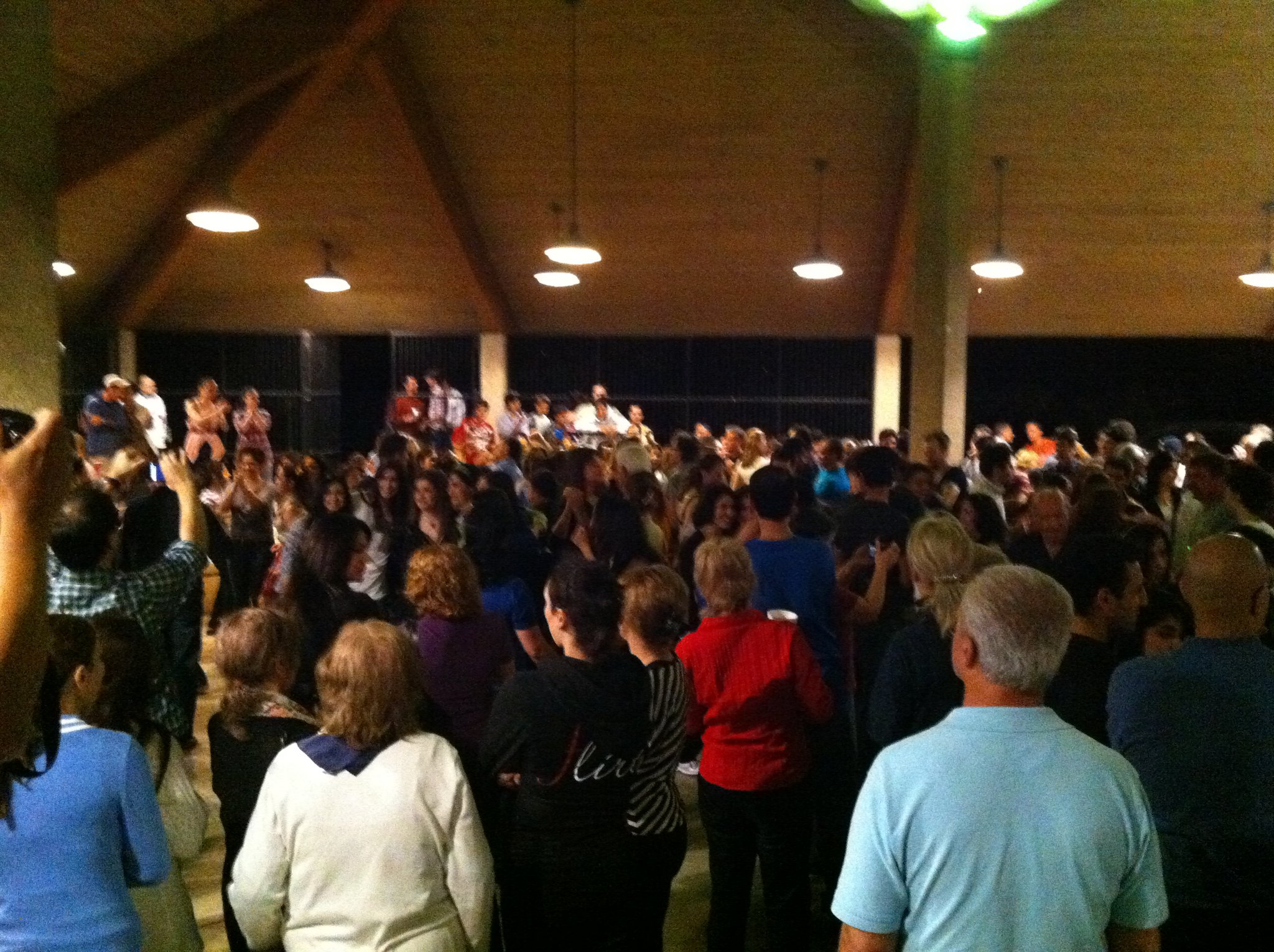
샌안토니오의 차하르샨베 수리 중 공개 파티.
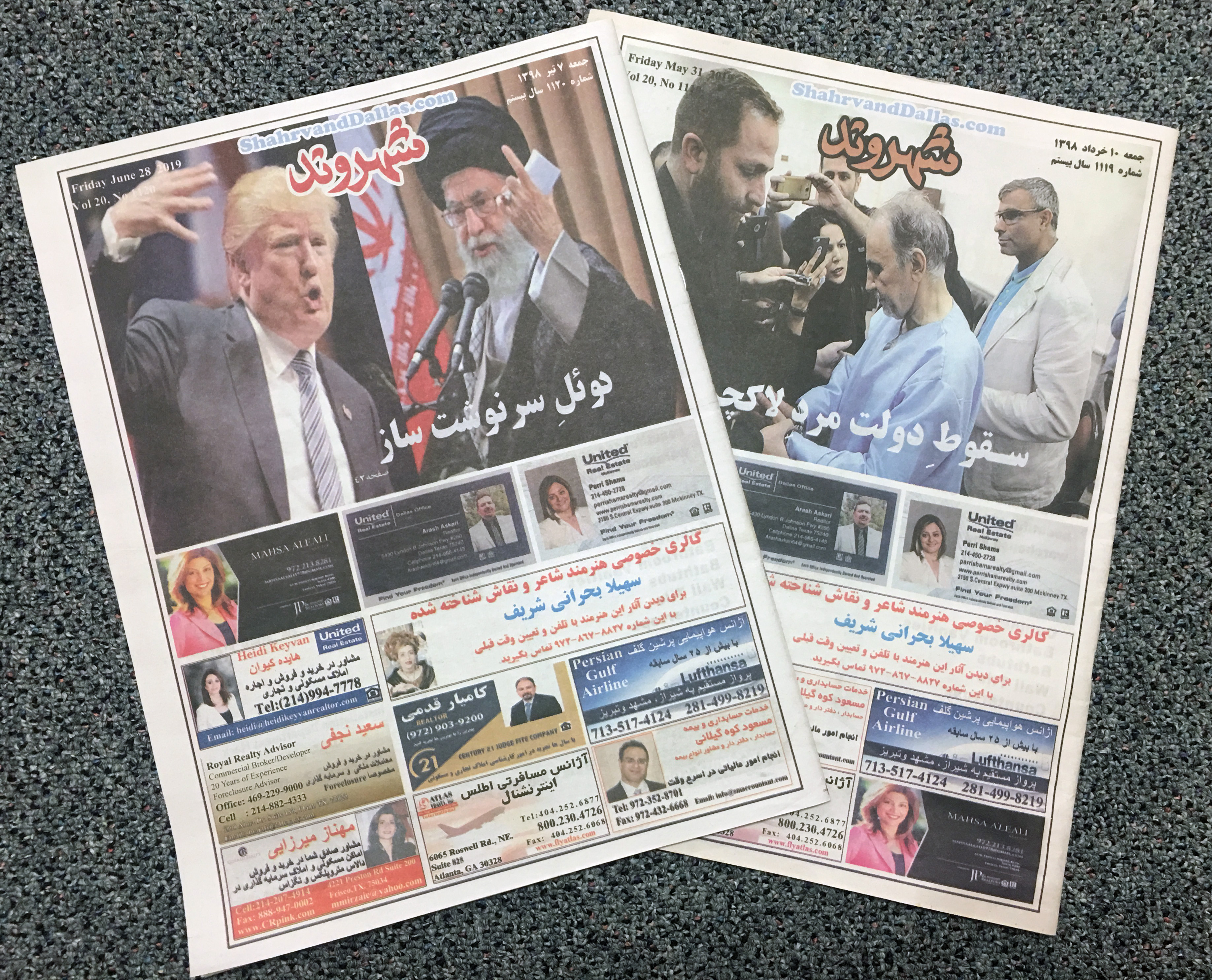
샤흐르반드 소식지는 댈러스에서 20년 넘게 발행되었다.
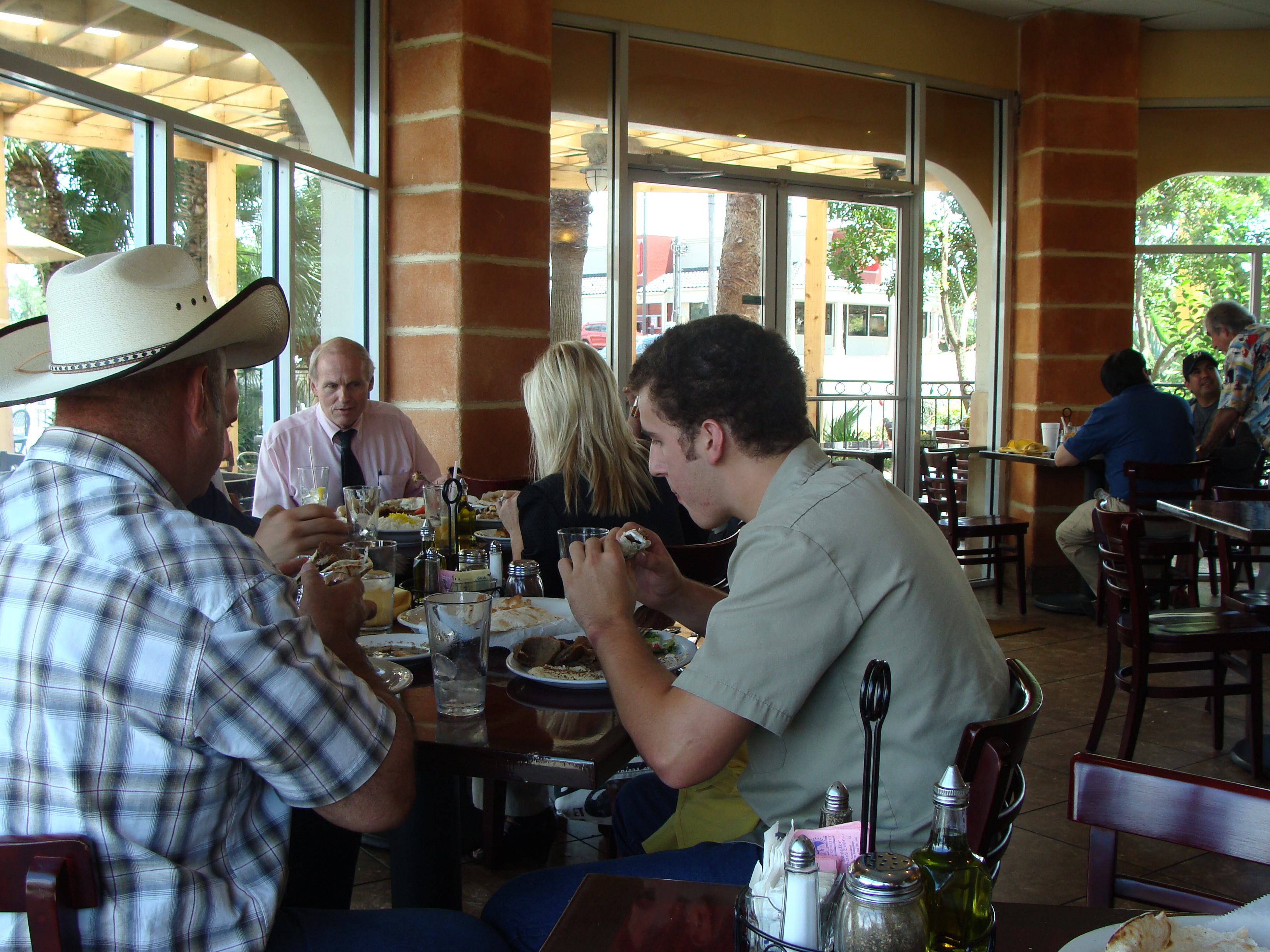
남텍사스의 인기 있는 이란 식당.
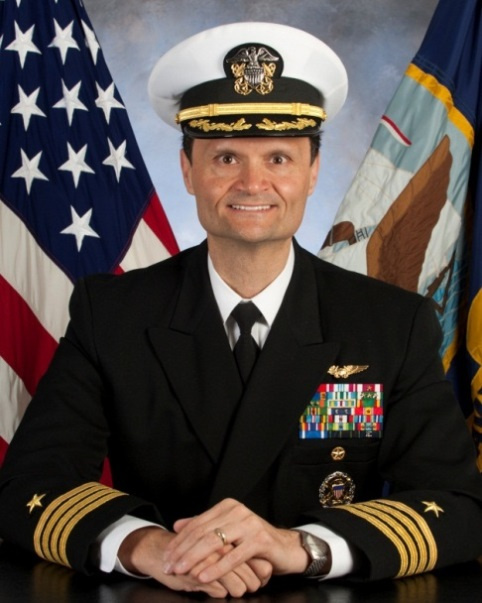
카본 하킴자데, USS 해리 트루먼 함장은 텍사스 태생이다.

### 종교
많은 이란계 미국인들은 이란 혁명을 피해 도피한 사람들의 종교적 구성 때문에 비무슬림이다. 이들은 이란의 종교적 소수민족의 불균형적인 비율을 포함하며, 이후 이슬람을 떠난 전 무슬림 망명자와 다른 개종자들도 포함한다. 많은 이란계 미국인들은 무종교 또는 시아파로 자신을 밝히지만, 5분의 1은 기독교인, 유대인, 바하이교도 또는 조로아스터교도이다. 또한 일부 이란계 만다야교도도 있지만 그 수는 매우 적다. 퓨 리서치에 따르면 미국에서 이슬람을 떠난 사람들 중 약 22%가 이란계 미국인이다.
이란계 미국인 공공문제동맹이 의뢰하고 조그비 리서치 서비스가 수행한 이란계 미국인 400명 샘플을 대상으로 한 2012년 전국 전화 설문조사에서 응답자들에게 그들의 종교가 무엇인지 물었다. 응답은 다음과 같이 분류되었다: 무슬림 31%, 무신론자/실재론자/인본주의자 11%, 불가지론자 8%, 바하이 7%, 유대인 5%, 개신교인 5%, 로마 가톨릭교도 2%, 조로아스터교도 2%, "기타" 15%, "무응답" 15%였다. 설문조사의 협조율은 31.2%였다. 결과의 허용 오차는 +/- 5% 포인트였으며, 하위 그룹의 오차 범위는 더 높았다. 특히 무슬림의 수는 2008년 42%에서 2012년 31%로 감소했다.
하버드 대학교의 로버트 D. 퍼트넘에 따르면, 일반적인 이란인은 일반적인 미국인보다 종교성이 약간 덜하다. "20세기 이란의 사회 운동: 문화, 이념, 동원 틀"이라는 책에서 저자 스티븐 C. 폴슨은 서구 사상이 이란인들을 무종교로 만들고 있다고 덧붙인다.
무슬림, 유대인, 바하이, 조로아스터교, 기독교, 아르메니아, 아제르바이잔, 쿠르드, 아시리아 집단 간에는 종교적, 민족언어학적 차이가 있다. 기독교 이란계 미국인의 비율을 계산하는 것은 어렵다. 왜냐하면 대부분의 이란 기독교인(특히 신앙심이 깊은 사람들)은 아르메니아 또는 아시리아 출신이기 때문이다. 이란인으로 자신을 밝히는 것 외에도 이들 중 상당수는 이란인으로서(또는 이란인과 별개로) 아르메니아인 또는 아시리아인으로 강하게 자신을 밝힌다.

### 민족
대다수의 이란계 미국인은 페르시아인이며, 상당수의 소수 민족으로는 아제리인, 아르메니아인, 이란 유대인, 쿠르드족, 아시리아인, 만다야교도, 투르크멘인, 발루치인, 아랍인 등이 있다.
2006년 하킴자데와 딕슨에 따르면, 1978-1979년 혁명 초기 망명자들 중에는 바하이교도, 유대인, 아르메니아인, 아시리아인과 같은 종교적 및 민족적 소수민족 구성원들이 불균형적으로 많이 포함되어 있었다.

### 시민권
DHS에 따르면 2015년에는 이란에서 태어난 13,114명이 영주권을 받았고, 2016년에는 13,298명이 받았다. 2015년에는 10,344명의 이란인이 귀화했으며, 2016년에는 9,507명이 추가로 귀화했다. 미국에 거주하는 거의 모든 이란인들은 미국 시민(81%)이거나 영주권자(15%)이다(2008년 조사). 이란계 미국인들은 그들의 문화와 유산을 미국 내에서 그들의 일상생활과 전반적인 정체성의 중요한 구성 요소로 여긴다.

## 통합
동화 정도를 측정하는 데는 전통적으로 언어 능력, 통혼, 공간적 집중, 사회경제적 지위라는 네 가지 기준이 사용된다. 이러한 기준에 따르면 이란계 미국인 공동체가 새로운 문화와 생활 방식에 성공적으로 동화하는 데 상당한 진전을 이루었다고 상당한 확신을 가지고 판단할 수 있다. 2008년 이란계 미국인 공공문제동맹(PAAIA)이 의뢰한 조사에 따르면, 이란계 미국인 중 직장 외부에서 주로 다른 이란계 미국인과 교류한다고 답한 비율은 21%에 불과하여, 대부분의 이들이 미국 사회에 성공적으로 통합되었음을 보여준다.
이란계 미국인 사이의 통혼율은 매우 높다. 1995년에서 2007년 사이에 결혼한 이란계 미국인의 거의 50%가 비이란계 미국인과 결혼한 것으로 추정된다. 또한 연구에 따르면 무슬림 이란계 미국인은 유대인이나 아르메니아인과 같은 종교적 또는 민족적 소수민족 구성원보다 통혼에 더 개방적이다. 남성과 비교하여 이란 여성은 집단 외부에서 교류하거나 통혼할 가능성이 적은데, PAAIA에 따르면 이는 이들이 가족의 승인을 받고 이란 문화적 규범 내에서 결혼하는 것을 포함하여 전통적인 이란 가치를 더 고수하는 경향이 있기 때문일 가능성이 크다. 미국 내 이민자 집단 간의 언어 능력과 관련하여, 1세대는 주로 모국어를 사용하고, 2세대는 영어와 부모의 언어를 모두 사용하며, 3세대는 일반적으로 영어만 사용하고 조상 언어의 일부 고립된 단어와 구문만 알고 있다. 이란계 미국인 공동체도 이 패턴을 따른다.

### 지역 사회 활동
이란 디아스포라 연대 (IAAB)가 매년 후원하는 아얀데 캠프는 샤의 몰락 이후 대규모 이주에 따라 이란 청소년들을 통합하기 위해 여러 국가의 이란 디아스포라 어린이들을 유치했다.

### 교육
바이어에 따르면 이란 이민자들은 처음부터 높은 교육 및 전문 직업적 성과 면에서 다른 이민자들과 달랐다. 2000년 미국 인구 조사에 따르면 이란 이민자의 50.9%가 학사 학위 이상을 취득했으며, 이는 전국 평균 28.0%에 비해 높은 수치이다. 최신 인구조사 자료에 따르면 이란계 미국인 중 4명 중 1명 이상이 석사 또는 박사 학위를 소지하고 있으며, 이는 조사된 67개 민족 집단 중 가장 높은 비율이다.
1990년 캘리포니아 대학교 로스앤젤레스 연구에 따르면, 교육 및 직업 면에서 이란족 혈통의 미국 태생 이란계 미국인과 아르메니아계 미국인은 "가장 높은 사회경제적 지위를 가지는 경향이 있으며... 터키 출신은 가장 낮다"고 나타났지만, 터키계 아르메니아인은 자영업률이 가장 높다. 1988년 뉴욕 타임스 기사에서는 이란 출신 아르메니아인을 포함한 중동 아르메니아인들이 글렌데일에 정착하는 것을 선호하는 반면, 소련 출신 아르메니아 이민자들은 할리우드, 로스앤젤레스에 매력을 느꼈다고 주장했다.
아르메니아계 미국인에 대한 연구는 이란 출신 아르메니아인(이란-아르메니아인)이 미국 사회에 빠르게 통합되는 것으로 알려져 있음을 보여주었다. 예를 들어, 이란에서 태어난 아르메니아계 미국인 중 영어를 잘 하지 못한다고 주장하는 비율은 31%에 불과한 반면, 다른 국가 출신 아르메니아인들은 통합에 덜 성공한 것으로 나타났다.

### 직업 및 소득
미국 중소기업청 (SBA)의 연구에 따르면, 이란 이민자들은 사업 소유율이 가장 높은 상위 20개 이민자 집단에 속하며, 미국 경제에 상당한 기여를 하고 있다. 보고서에 따르면 미국에는 33,570명의 활발하고 기여하는 이란계 미국인 사업주가 있었으며, 사업 소유율은 21.5%였다. 이 연구는 또한 이란계 미국인이 창출한 총 순사업 소득이 25억 6천만 달러에 달한다는 것을 발견했다. 이란계 미국인 가구의 거의 3분의 1이 연간 소득 10만 달러 이상을 벌어들인다 (미국 전체 인구는 5분의 1). 이란 연구 그룹의 창립 멤버인 알리 모스타사흐리는 이란계 미국인이 다른 이민자들에 비해 상대적으로 성공한 이유를 제시한다. 그는 경제적 어려움 때문에 고국을 떠난 많은 다른 이민자들과 달리, 이란인들은 1979년 혁명과 같은 사회적 또는 종교적 이유로 떠났다고 믿는다. 모든 근로 이란계 미국인의 약 50%는 전문직 및 관리직에 종사하며, 이는 미국 내 다른 어떤 집단보다 높은 비율이다 (Bayor, 2011).

#### 의사
초기 미국 이란인들은 대부분 의료 인턴이나 레지던트로 일하는 젊은 연수생들이었다. 일부는 레지던트 과정을 넘어 진료를 계속하기 위해 정착했다. 미국에 더 오래 머물려는 그들의 동기는 경제적인 이유보다는 직업적인 이유가 더 컸다. 1974년 존스 홉킨스 대학교의 연구원들은 미국 의학 협회 저널에 1971년 미국에 이란인 의사가 1,625명이었다고 보고했다. 저자들은 추가로 미국 내 모든 이란인 의사들에게 설문지를 보내 이민 원인을 연구했다. 응답자 660명에 따르면 이민의 주요 원인은 의무적인 2년 군 복무, 미국에 비해 낮은 급여, 비싼 주택, 사회정치적 이유였다.
2013년에는 이란 의학 기록 보관소(AIM)에 혁명 후 미국에서 이란 의과대학 졸업생 수가 5,045명으로 증가했다는 또 다른 보고서가 발표되었다. 1979년 혁명 이후 미국으로 이주한 사람들은 대부분 가족과 함께 영구적으로 체류할 의도를 가진 숙련된 의사들이었다. 틀:2013년, 미국에는 5,050명의 이란 의과대학 졸업생이 있다.
혁명 이전에는 미국으로 이주한 1,626명의 의사들이 전체 이란 의과대학 졸업생의 15%를 차지했지만, 이슬람 혁명 이후 이주한 5,045명의 의과대학 졸업생들은 전체 이란 의과대학 졸업생의 5%에 불과하다. 이는 미국 전체를 나타내는 것이 아니라 대부분의 이란계 미국인 인구가 집중된 지역만을 나타낸다.

## 정치

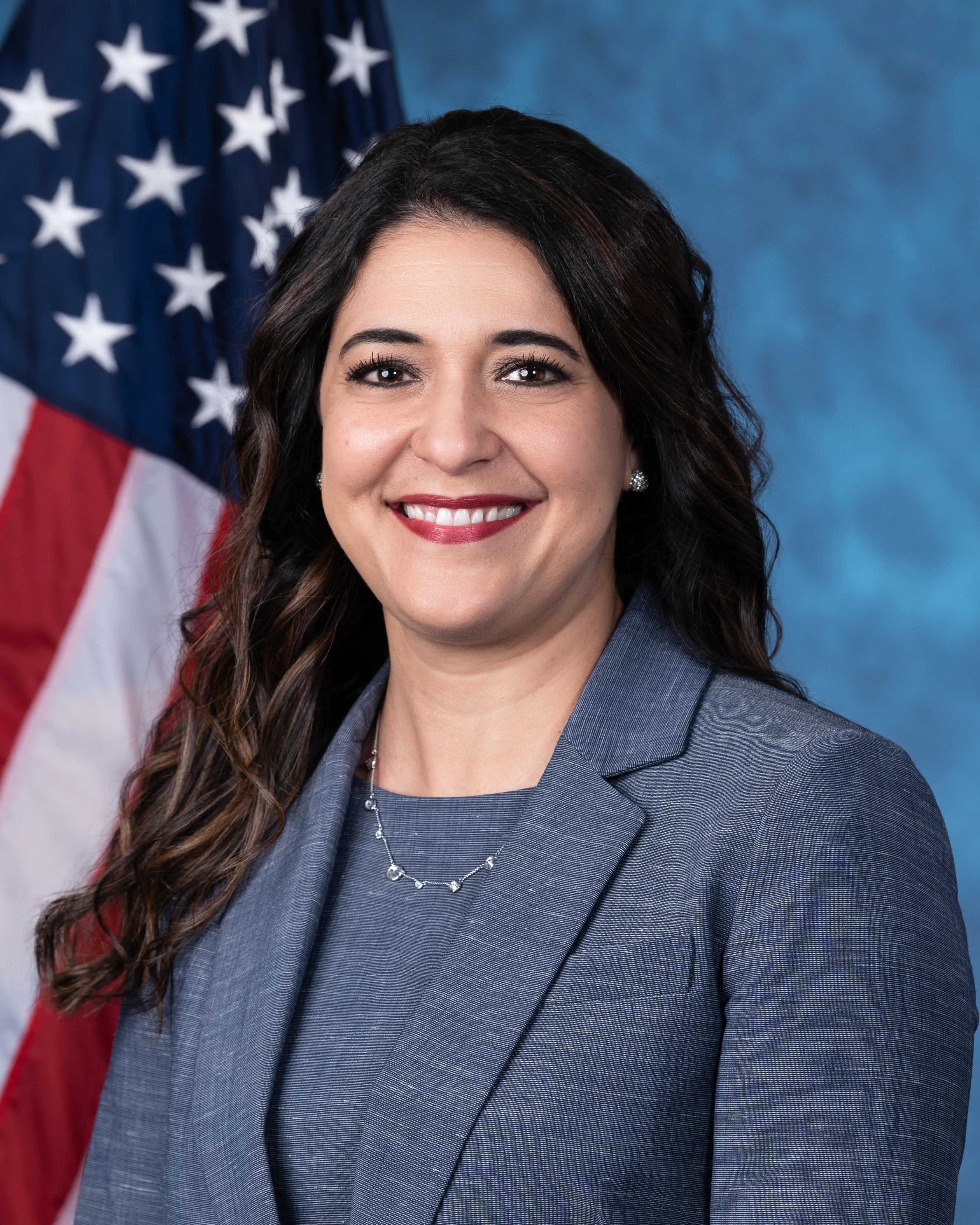
스테파니 바이스, 공화당 소속으로 의회에 선출된 최초의 이란계 미국인.

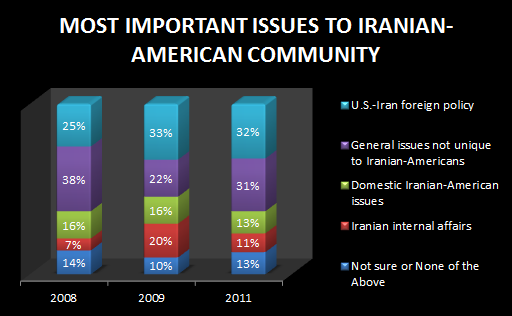
이란계 미국인 공동체에게 가장 중요한 문제

이란계 미국인들은 역사적으로 사업, 학계, 과학 분야에서 뛰어났지만, 전통적으로 미국 정치나 다른 시민 활동에는 참여를 꺼려했다. 2004년 선거에서 이란계 미국인의 10%만이 투표했다는 대도시 설문조사 결과에서 알 수 있듯이, 이란계 미국인들은 미국 정치에 참여하지 않는 것으로 보인다.
로스앤젤레스에서 이란계 미국인들은 이란 정권이 1만 명의 정치범을 살해했음을 405번 고속도로를 이용하는 수천 명의 여행객에게 알리기 위해 광고판에 비용을 지불했다.
2008년 8월, 이란계 미국인 공공문제동맹이 의뢰한 조그비 인터내셔널 여론조사에 따르면, 이란계 미국인의 약 절반이 등록된 민주당원으로 자신을 밝혔으며, 공화당원은 8분의 1, 무소속은 4분의 1이었다 (2008년). PAAIA가 의뢰한 2019년 조그비 인터내셔널 설문조사에 따르면, 2016년 대통령 선거에서 이란계 미국인 응답자의 56%가 민주당 후보인 힐러리 클린턴에게 투표했다. 이 설문조사는 또한 이란계 미국인 응답자의 69%가 2020년 선거에서 민주당 후보에게 투표할 계획이라고 밝혔다.
같은 2008년 PAAIA 여론조사에 따르면, 이란계 미국인의 절반 이상이 이란계 미국인에게만 국한되지 않는 국내 미국 문제들을 가장 중요하게 생각한다고 답했다. 이에 반해 이란계 미국인의 4분의 1은 이란-미국 관계와 관련된 외교 정책 문제들을 중요하게 생각하며, 10분의 1 미만이 이란의 국내 문제들을 가장 중요하게 생각한다고 답했다.
최근 2019년 이란계 미국인 공공문제동맹이 의뢰한 조그비 인터내셔널 설문조사에 따르면, 이란계 미국인 응답자의 절반이 투표할 때 외교 정책을 가장 중요하게 생각한다고 답했다. 이는 2008년에 이란-미국 관계와 같은 외교 정책 문제를 중요하게 생각한다고 답한 이란계 미국인의 4분의 1에 비해 상당한 증가이다.
마찬가지로 2019년 설문조사에서는 이란계 미국인 응답자의 75%가 트럼프 행정부의 이란 외교 정책을 부정적으로 인식했다고 시사했다. 2017년 트럼프 행정부는 이란을 포함한 여러 국가에서 미국으로의 여행에 엄격한 여행 제한을 두었다. 설문조사에 따르면 트럼프 행정부가 2017년에 시행한 이 여행 금지령은 응답자의 76%로부터 반대를 받았다. 이에 반해 응답자의 16%만이 이 금지령을 지지했다. 설문조사는 응답자의 70%가 여행 금지령으로 인해 개인적으로 영향을 받았거나 가족 및 친구가 영향을 받았다고 밝혔다.
1980년부터 2004년까지 이란 이민자 4명 중 1명 이상이 난민 또는 망명자였다. PAAIA/조그비 여론조사에 따르면 이란계 미국인의 거의 4분의 3이 이란에서 인권과 민주주의 증진이 이란-미국 관계와 관련하여 가장 중요한 문제라고 믿고 있다. 거의 같은 비율의 사람들이 외교가 미국에 가장 이익이 되는 이란에 대한 외교 정책 접근 방식이라고 믿고 있다. 84%는 이란에 미국 이익 대표부를 설립하는 것을 지지한다. 조사 대상 이란계 미국인 중 거의 전원이 이란에 대한 미국의 군사 공격에 반대한다.

## 이란과의 관계
2009년 실시된 설문조사에 따르면, 이란계 미국인의 10명 중 6명 이상이 이란에 직계 가족이 있으며, 10명 중 3명은 최소 일주일에 여러 번 이란에 있는 가족이나 친구들과 연락한다. 또한 10명 중 4명은 최소 한 달에 여러 번 이란에 있는 가족이나 친구들과 연락한다. 이 연구는 이란계 미국인과 이란인들 사이의 이례적으로 밀접한 관계를 보여준다.
2019년 업데이트된 PAAIA 설문조사에 따르면, 이란계 미국인 응답자의 15%가 이란의 친구 및 가족과 매일 연락한다고 답했으며, 26%는 일주일에 여러 번 연락한다고 답했다. 또한, 이란계 미국인 응답자의 26%는 한 달에 여러 번 이란의 가족 및 친구와 연락했으며, 14%는 일년에 여러 번 연락했다고 답했다. 이 설문조사는 또한 이란계 미국인 응답자의 74%가 전화 통화를 통해 이란의 친척과 연락하는 것을 선호하지만, 모바일 통신 앱 및 인터넷 서비스를 통한 통신이 각각 69% 및 66%로 증가했음을 나타냈다.
2013년 현재, 미국 법률에 따르면 미국인은 이란 내 개인 재산 판매와 관련된 거래를 위해 미국 해외자산통제국 (OFAC)의 허가를 받아야 한다. 마찬가지로, 미국인은 이란에 은행 계좌를 개설하거나 돈을 이체하기 위해 OFAC의 허가를 받아야 한다.

### 이란 여행
미국 정부는 이란 이슬람 공화국과 외교적 또는 영사 관계를 맺고 있지 않으므로, 이란 내 미국 시민에게 보호 또는 통상적인 영사 서비스를 제공할 수 없다. 스위스 정부는 테헤란 주재 대사관을 통해 미국 이익 대표국 역할을 한다. 이란 정부는 이중 국적을 인정하지 않으며 스위스가 이란 국적을 가진 미국 시민에게 보호 서비스를 제공하는 것을 허용하지 않는다. 이란 당국은 개인의 의사와 상관없이 이중 국적자의 이란 국적 여부를 결정한다. 2016년 미국 미국 국무부는 미국 시민들에게 이란 여행의 위험을 경고했다. 일부 사례에서는 외국인, 특히 이란과 미국을 포함한 서방 국가의 이중 국적자들이 이란에서 구금되거나 출국이 금지되었다.

## 성과
로스앤젤레스에서 이란인들은 벨에어, 베벌리힐스, 타르자나, 엔시노, 우들랜드힐스를 포함한 로스앤젤레스의 가장 부유한 지역에서 가장 큰 소수 민족 집단이 되었다.
이란 혁명으로 인해 1970년대 후반 많은 이란인들이 미국으로 망명했으며, 40년 후 이란 이민자들은 투자자, 경영진, 창업자로서 실리콘밸리의 주요 세력이 되었다. 이란인들은 이베이, 오라클, 씨티그룹, 버라이즌, 모토로라, 구글, AT&T 및 기타 주요 기업의 창업자 또는 고위 경영진이었다.
이란인들은 미국 내 다른 어떤 민족 집단보다 석사 학위 소지 비율이 가장 높다. 이란인들은 또한 매사추세츠 공과대학교, 하버드 대학교, 예일 대학교, 프린스턴 대학교, 캘리포니아 대학교 버클리, 캘리포니아 대학교 로스앤젤레스, 스탠퍼드 대학교를 포함한 최고 순위 미국 대학에서 500명 이상의 이란계 미국인 교수가 가르치면서 미국 교육 시스템에서 큰 역할을 했다.
이란인 박애주의자들은 키루스 원통이라는 페르시아 유물을 기리기 위해 센추리시티 인근에 자유 조각상을 세웠다.

## 대표

### 텔레비전

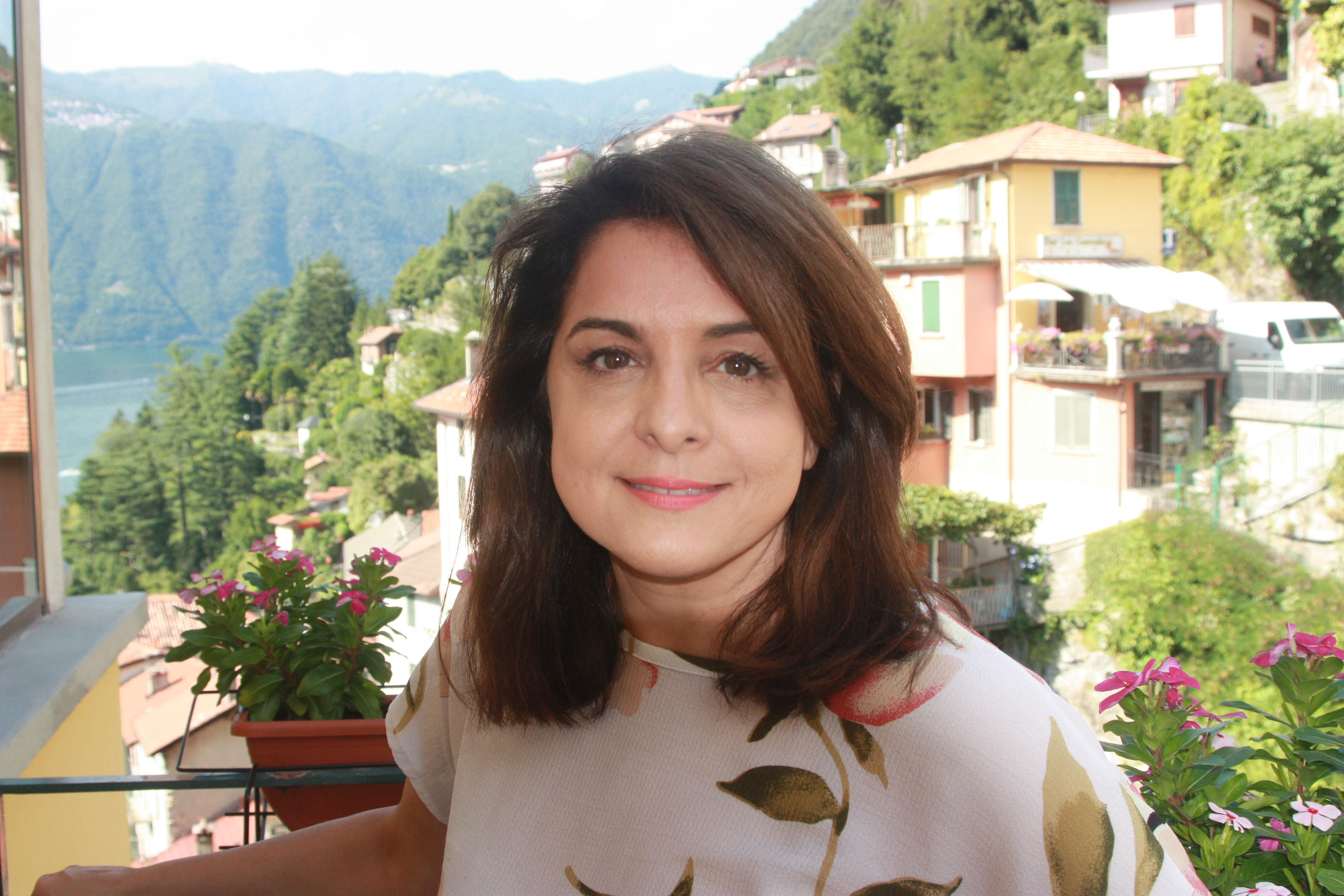
다바르 아르달란, 내셔널 지오그래픽 오디오 총괄 프로듀서이자 내셔널 퍼블릭 라디오 뉴스의 오랜 기자.

초기 이란 디아스포라 텔레비전은 미국 내 지역 사회 형성에 기여한 것으로 평가받는다. 이란 혁명의 결과로 최초의 이란계 미국인 텔레비전이 형성되었고, 그 형성에는 기존의 정치 파벌이 그대로 계승되었다. 이 시기 텔레비전의 지배적인 목소리는 왕당파 지지에서 나왔다. 학자 하미드 나피시는 이것이 정치적 후원이 아닌 시장의 지지 때문이라고 주장했다. 1992년까지 거의 모든 이란계 미국인 텔레비전 프로그램은 파르시어로 방송되었으며, 아시리아어와 아르메니아어는 예외였다 (이에는 이란 쿠르드족 및 아제리족 전용 파르시어 프로그램이 포함되었다). 거의 모든 프로그램은 비종교적이었으며, 이는 로스앤젤레스의 소수 종교 인구를 반영하는 것이었다. "중동인"과 "이란인"이 시청률 조사 서비스(예: 닐슨 홀딩스)에 의해 정의되지 않았기 때문에 시청률에 대한 신뢰할 수 있는 통계는 없지만, 로스앤젤레스 타임스는 1991년까지 이란계 미국인 인구가 약 80만 명에 달하여 새로운 TV 시청 시장이 열렸음을 시사한다고 추정했다.
롱비치에 기반을 둔 독립 텔레비전 방송국인 KSCI-TV는 1980년대 초반 자신들을 "국제 방송국"이라고 칭하며 가장 다양한 민족 텔레비전 프로그램을 제공한다고 주장했는데, 이 시기 이란계 미국인 텔레비전의 대부분이 이에 포함되었다. 1981년 3월 15일, 최초의 이란 디아스포라 텔레비전 방송 프로그램인 IRTV("Iranian television"의 약어)가 로스앤젤레스에서 알리 리모나디에 의해 제작되었다. 다른 초기 이란계 미국인 텔레비전 프로그램으로는 나다르 라피의 미드나이트 쇼, 파르비즈 사야드의 파르시안 TV (KSCI-TV에서), 하미드 샤브키즈의 이란, 그리고 마누체르 비비안 (Manouchehr Bibiyan)의 잠 에 잠 TV 채널 등이 있었다. 1980년대 이란계 미국인 텔레비전 프로그램에서 주목할 만한 다른 인물로는 쇼레 아그다슐루의 시마 바 나바예 이란 TV, 파르비즈 카르단의 샤흐르 파랑 TV, 후샹 타우지의 여러 텔레비전 시리즈 등이 있었다.
2013년 브라보TV는 선셋 샤즈를 출시했는데, 이 프로그램은 로스앤젤레스에 사는 여섯 명의 이란계 미국인 친구들이 활발한 사생활과 직업을 병행하면서 가족과 전통의 요구 사항도 조화시키려 노력하는 과정을 다루었다. 이 쇼는 인종차별적이고 고정관념에 의존한다는 비판을 받았다.
2020년, TV 시리즈 파드마 락슈미와 함께하는 국가의 맛 (시즌 1, 에피소드 6, "Where The Kabob is Hot")은 로스앤젤레스의 이란 음식을 다루었는데, 락슈미는 보텀 오브 더 팟 요리책 저자인 나즈 데라비안, 샴시리 그릴 주인인 하미드 모사비, 코미디언인 마즈 조브라니를 인터뷰했다.

### 영화
이란계 미국인들은 다큐멘터리 영화의 주제가 되기도 했다. 여기에는 "이란계 미국인들 (2012년; 앤드루 골드버그 감독)"; "이민 이야기: 실리콘밸리의 이란계 미국인들 (2021년; 니마 나이미, 알리레자 사나이에이, 줄리안 지골라 감독)" 등이 있다. 2012년 PBS 다큐멘터리 "이란계 미국인들"에 대한 허프포스트의 비판적인 반응에는 "인종 간 결혼"에 대한 표현 부족이 포함되었다. 다큐멘터리 영화 "새벽은 너무 멀다 (2024년; 솜야 비렌스, 페르시스 카림 감독)"는 샌프란시스코 베이 에어리어의 이란계 미국인 8명과 그들의 공통된 경험을 다룬다.
이란계 미국인 테마의 극영화로는 풍자 영화인 지미 베스트우드: 미국 영웅 (2014년; 조너선 케셀만 감독)과 쉬린 인 러브 (2014년; 라민 나이미 감독)가 있다. 극적인 드라마 영화인 서바이빙 파라다이스 (2001년)는 미국에서 극장 개봉된 최초의 영어 이란 영화이며, 줄거리는 로스앤젤레스에 사는 두 이란 난민에 대한 이야기이다.

### 교육
샌프란시스코 주립 대학교의 이란 디아스포라 연구 센터는 페르시스 카림이 이끌고 있으며 2017년에 설립되었다. 이 센터는 이란 디아스포라(이란계 미국인 포함)에 특별히 초점을 맞춘 최초의 프로그램이다. 이 센터는 보조금, 펠로우십, 장학금은 물론 학술 강연 시리즈, 연구 및 창의적인 공연을 제공한다.

## 차별
이란계 미국인 공공문제동맹에 따르면, 2008년 조그비 인터내셔널이 실시한 설문조사에서 이란계 미국인의 거의 절반이 자신의 민족, 종교 또는 출신 국가 때문에 차별을 경험했거나 경험한 이란계 미국인을 개인적으로 알고 있다고 답했다. 보고된 가장 흔한 차별 유형은 공항의 보안 검색, 사회 차별, 인종 프로파일링, 고용 또는 사업 차별, 이민 당국에 의한 차별이었다.
2009년 하버드 교수 마틴 크레이머는 2009년 미국-이스라엘 공공문제위원회 (AIPAC) 회의에서 이란계 미국인들이 권력에 너무 가까이 다가가는 것의 위험성을 경고했다.
2009년 메릴린치 & Co.는 은행이 이란계 미국인 직원을 국적과 종교를 이유로 승진을 거부하고 나중에 해고했다고 비난한 미국 정부 소송을 해결하기 위해 155만 달러를 지불하기로 합의했다.
2015년 9월 8일, 22세의 이란계 미국인 샤얀 마즈로에이는 백인 우월주의자 크레이그 탠버에게 칼에 찔려 사망했다. 라구나 니겔에 거주하던 마즈로에이는 산타아나에서 자신의 자동차 대리점을 운영하는 성공적인 사업가였다. 2015년 9월 8일 밤, 마즈로에이는 식당에서 여자친구에게 어머니가 이란을 방문하는 것에 대해 이야기하기 시작했고, 이때 엘리자베스 앤 손버그는 인종차별적인 욕설을 외치며 마즈로에이에게 침을 뱉었다. 나중에 종신형을 선고받은 탠버는 마즈로에이를 칼로 찔러 죽음에 이르게 했다.
2017년 캔자스시티 교외 올레이스에서 애덤 퓨린턴은 이란인을 인디언으로 오인하여 술집에서 두 명의 인도인을 총으로 살해했다. 살해 당시 퓨린턴은 "내 나라에서 나가라"고 외쳤다.
2018년, 린지 그레이엄 상원의원은 전국 TV에서 DNA 검사를 받는 것에 대해 논의하면서, 자신이 이란 혈통이라는 사실이 밝혀진다면 "끔찍할 것"이라고 말했다. 그레이엄의 발언은 X 회장 오미드 코데스타니, Code.org CEO인 알리 파르토비와 하디 파르토비, 페이즈만 노자드, 그리고 영국계 이란인 크리스티안 아만푸어를 포함한 많은 저명한 이란계 미국인들의 분노를 샀다.
2020년, 미국 국경 순찰대는 상당수의 이란계 미국인들을 정당한 사유 없이 캐나다 국경에서 대규모로 구금했다. 캐나다에서 미국으로 돌아오던 중, 이란계 미국인들은 국경 관리들에게 구금되어 심문을 받았다. 60명 이상의 이란계 미국인들이 캐나다 국경에서 구금되고 심문을 받았다. 이 사건은 이란과 미국 간의 긴장이 고조된 시기에 발생했다.

## 유명인

### 비즈니스 및 기술
MIT 이란 연구 그룹의 보고서에 따르면 이란계 미국인들은 미국에서 가장 교육 수준이 높고 성공적인 공동체 중 하나이다. 이란계 미국인들은 GE, 인텔, 씨티그룹, 버라이즌, 모토로라, 구글, AT&T와 같은 포춘 500대 기업을 포함한 많은 주요 미국 기업을 설립하거나 고위 리더십 직책을 맡고 있다. 이베이의 설립자이자 CEO인 피에르 오미디아와 브랏츠의 설립자 이삭 라리안은 이란계이다. 하미드 비글라리는 씨티그룹의 부회장이다. 밥 마이너는 오라클의 공동 설립자이자 오라클의 관계형 데이터베이스 관리 시스템을 제작했다. 브랜든 트루악스는 디 오디너리의 창립자이자 CEO였다. 2006년 아누셰흐 안사리, 안사리 X 프라이즈의 공동 창립자는 최초의 여성 우주 관광객이자 최초의 이란인 우주 비행사가 되었다. 안사리는 또한 프로데아 시스템즈(Prodea Systems, Inc.)와 텔레콤 테크놀로지스(Telecom Technologies, Inc.)의 공동 창립자이자 전 CEO이다. 시험 비행 조종사 자스민 모그벨리는 2023년 스페이스X 크루-7 임무 사령관이자 국제우주정거장의 익스페디션 69 및 익스페디션 70 비행 엔지니어로 최초의 이란계 미국 항공 우주국 우주 비행사가 되었다. 2024년 심장 전문의 에이만 자항기르는 블루 오리진 NS-26에서 최초의 이란 남성 우주 비행사가 되었다.
다른 잘 알려진 이란계 미국인 기업가로는 디자이너 비잔 팍자드, 기업가 샘 나자리안, 사업가 하미드 아카반, 전 유니파이 GmbH & Co. KG (이전 지멘스 엔터프라이즈 커뮤니케이션즈) CEO가 있다. X의 오미드 코데스타니와 전 구글 선임 부사장, 유튜브 CEO 살라 카만가, 애플 Inc.의 시나 타마돈, 1999년부터 2007년까지 대규모 다중 사용자 온라인 롤플레잉 게임 (MMORPG) 월드 오브 워크래프트의 수석 프로듀서인 샤흐람 다비리 등이 있다. 다라 코스로샤히는 2005년 8월 익스피디아의 CEO가 되었고, 2017년 8월에는 창업자 트래비스 캘러닉의 후임으로 우버의 CEO가 되었다. 캄 가파리안은 IBX, 액시엄 스페이스, 인튜이티브 머신스, 그리고 엑스-에너지의 설립자이며, 순자산은 21억 달러에 달한다고 알려져 있다.

### 자선 활동
많은 이란계 미국인들은 활발한 자선 활동가이자 지역 사회 개선의 리더이다. 2006년 텍사스 대학교 M. D. 앤더슨 암 센터는 휴스턴, 텍사스에 기반을 둔 이란계 미국인 부부로부터 천만 달러를 기부받았다. 서던캘리포니아 대학교는 이란계 미국인으로부터 1천 7백만 달러를 기부받았고, 샌프란시스코 주립 대학교도 이란계 미국인 부부로부터 천만 달러를 기부받았다. 시카고의 스웨디시 커버넌트 병원은 4백만 달러를 받았고, 포틀랜드 주립 대학교는 8백만 달러를, 그리고 UC 어바인은 3천만 달러를 받았다.

### 학계
과학 분야의 저명한 이란계 미국인으로는 NASA 국장 피로우즈 나데리, 최초의 가스 레이저 발명가 알리 자반, 최초의 여성 필즈상 수상자 마리암 미르자하니, 선도적인 이론 물리학자 니마 아르카니하메드, 암 생물학자 미나 J. 비셀, 라식 발명가 골람 A. 페이만, 로트피 자데, 바르탄 그레고리안, 캄란 바파, 바박 하시비, 누리엘 루비니, 알리 하지미리, 파르디스 사베티, 바히드 타로크, 에산 아프샤리, 조지 부르누티안, 나데르 엥헤타, 파얌 헤이다리, 그리고 전기생리학 및 심장학 분야의 선구자인 라시드 마수미 박사 등이 있다. 미국 고등 교육 분야의 저명한 이란계 미국인으로는 뉴욕 공과대학교 (NYIT)의 연구원이자 교수이자 교무처장인 라흐마드 슈레시와 스티븐스 공과대학교 총장인 나리만 파바르딘 등이 있다.

### 미디어
이란계 미국인 중 잘 알려진 미국 미디어 인물로는 잉글랜드 출신의 ABC 뉴스와 CNN의 크리스티안 아만푸어, 록 밴드 시스템 오브 어 다운의 멤버 다론 말라키안, 나이틀리 비즈니스 리포트의 수지 가리브, 아시에 나름다르, 로야 하카키안, 야라 샤히디, 루디 바흐티아르 등이 있다. 아카데미상 후보이자 에미상 수상자인 쇼레 아그다슐루, 수상 경력에 빛나는 감독, 프로듀서, 시나리오 작가인 아미르 사이러스 아한치안과 사이러스 노라쉬테, 시나리오 작가 아라쉬 아멜, 여배우 탈라 애시, 캐서린 벨, 세라 샤히, 나디아 비엘린, 나심 페드라드, 데지레 아크하반, 실라 밴드, 네카 자데간, 메달리온 라히미, 바하 수멕, 배우 에이드리언 패스더, 숀 토브, 아리안 모아이드, 나비드 네가반, 레자 식소 사파이, 샤하웁 로우드바리, 아리아 샤흐가세미, 음악가 사라 파르드 (사부아르 페르)와 로스탐 바트만글리, 코미디언 맥스 아미니, 마즈 조브라니와 테헤란 폰 가스리, 영화 제작자 바반드 카림과 캄샤드 쿠샨, 프로듀서 밥 야리와 파르하드 사피니아, 작가이자 공연가인 샤흐람 시바, 예술가이자 영화 제작자 다류쉬 쇼코프 등 여러 이란계 미국인 배우, 코미디언, 영화 제작자가 있다. 유명한 어린이 미디어 작가/감독 샤브남 레자이는 훌루와 PBSKids에서 여러 어린이 TV 시리즈를 제작했다. 또한 존트론과 같은 이란계 미국인 유튜버도 유명하다.

### 스포츠
프로 테니스 선수 앤드리 애거시, NFL 미식축구 선수 T. J. 하우시만자데, 데이비드 바크티아리 및 샤르 푸어다네시, 프로 레슬러 숀 디바리 및 아이언 쉬크, 프로 종합격투기 선수 아미르 사돌라, 프로 축구 선수 알레코 에스칸다리안 및 스티븐 베이타쇼르, 프로 축구 감독 압신 고트비, 프로 농구 선수 베흐다드 사미.

### 정치
이란의 샤의 아들인 레자 팔라비와 샤 정부의 고위 관료인 후샹 안사리와 잠시드 아무제가르 등 여러 명이 미국에 거주하고 있거나 거주했었다. 골리 아메리는 국제 적십자사·적신월사 연맹의 인도주의 업무 담당 사무차장이자 2008년부터 2009년까지 전 미국 교육문화 담당 국무부 차관보를 지냈는데, 이 기간 동안 그녀는 미국 정부에서 가장 고위직에 있는 이란계 미국인 공무원이었다. 마약 정책 전문가 케빈 사벳은 이란계 미국인이며 조지 W. 부시와 버락 오바마의 마약 정책 총괄실에서 임명직으로 복무한 유일한 인물이다. 베벌리힐스는 2007년에 이란 태생의 첫 시장 지미 델샤드를 선출했다. 밥 유세피안은 2004년부터 2005년까지 글렌데일 시장을 역임했다. 2011년 11월, 안나 M. 카플란은 노스 햄스테드 타운의 시의원으로 선출되어 뉴욕주 주요 시정 공직에 선출된 최초의 이란계 미국인이 되었다. 오바마 대통령에 의해 재무부 금융 기관 담당 차관보로 임명된 사이러스 아미르-모크리는 2012년 현재 정부에서 가장 고위직에 있는 이란계 미국인 관리이다. 2012년 11월, 워싱턴주의 사이러스 하비브와 캘리포니아주의 아드린 나자리안은 주 의회에 선출된 최초의 이란계 미국인이 되었다. 하비브는 현재 워싱턴주 부지사이자 주 전체 공직에 선출된 최초의 이란계 미국인이다. 샴페인 카운티 (오하이오주)는 1995년에 페레이둔 쇼쿠히를 샴페인 카운티 엔지니어 공직에 선출했다. 그는 2012년 은퇴할 때까지 재직했다. 2020년 하원 선거 이후 공화당 소속 오클라호마주 하원의원 스테파니 바이스는 의회에 선출된 최초의 이란계 미국인이 되었다. 2024년 하원 선거 이후, 애리조나주 민주당 소속 하원의원 야사민 안사리는 의회에 선출된 두 번째 이란계 미국인이 되었고 제119대 의회에서 가장 어린 여성 의원이 되었다.
아자데 샤샤하니는 애틀랜타에 본사를 둔 인권 변호사이며 전 국민 변호사 길드 회장이다.

## 같이 보기
- 이란 디아스포라
- 이란 국적법
- 이란계 미국인 심리학 협회
- 미국-이란 관계
- 이란 관련 주제 목록
- 페르시아 관련 주제 목록
- 리틀 페르시아, 로스앤젤레스
- 만다야교계 미국인
- 중동계 미국인
- 국민 이란계 미국인 위원회
- 이란계 미국인 변호사 협회
- 이란계 미국인 의사 협회
- 이란계 미국인 공공문제동맹
- 시르자난
- 테헤란젤레스
- 로스앤젤레스 이란계 미국인의 역사

## 추가 자료
- Ansari, Maboud (1993). 《미국 이란 공동체의 형성》. 파르디스 출판사. ISBN 978-0963260000.
- Farnia, Nina (2011년 8월 1일). 《법의 비인간성: 주변 인종화와 이란 민족의 초기 발전》. 《남아시아, 아프리카, 중동 비교 연구》 31. 455–473쪽. doi:10.1215/1089201X-1264352. S2CID 143607791.
- Gillis, Mary (2014). 〈이란계 미국인〉. 《게일 다문화 미국 백과사전》 2 3판. 디트로이트, 미시간: 게일 전자책. 433–443쪽. ISBN 9781414438061. OCLC 1248764317. Gale ID CX3273300095. 2024년 6월 13일에 확인함.
- Hollie, Pamela G. (1979년 12월 9일). “이민 온 이란인, 백만 명에 달하며 미국에 부와 다양성을 가져다주다”. 《뉴욕 타임스》. 16면. ISSN 0362-4331.
- Kelley, Ron; Friedlander, Jonathan; Colby, Anita, 편집. (1993). 《이랜젤레스: 로스앤젤레스의 이란인》. 구스타브 E. 폰 그루네바움 근동 연구 센터 및 국제 연구 및 해외 프로그램, 캘리포니아 대학교 로스앤젤레스. 캘리포니아 대학교 출판부. ISBN 9780520080089.
- Khakpour, Porochista (2024). 《테헤란젤레스》 초 하드커버판. 뉴욕: 판테온 북스. ISBN 9781524747909. OCLC 1436705754. 소설.
- Maghbouleh, Neda (2017). 《백인됨의 한계: 이란계 미국인과 인종의 일상 정치》. 스탠퍼드 대학교 출판부. ISBN 9781503603370.
- Nanquette, Laetitia (2016). 《미국 현대 페르시아 문학 번역: 1979–2011》. 《번역가》 23. 49–66쪽. doi:10.1080/13556509.2016.1227530. hdl:1959.4/unsworks_43664. S2CID 152171897.
- Nigem, Elias T. (Summer 1994). 《미국 이란 공동체의 형성》. 《국제 이민 검토》 28 (SAGE 퍼블리케이션즈, Inc.)  – 게일 아카데믹 원파일 경유.
- Yaghoobi, Claudia (2021). 《미국 이란계 아르메니아인에 대한 인종 프로파일링: 오미드 팔라자드의 '시민 바르트게즈'》. 《이란 나마그》 6.